# Havoc Pennington
Robert Sanford Havoc Pennington é bem conhecido na comunidade de software livre, devido ao seu trabalho sobre o GNOME, Metacity, GConf, e D-Bus. Ele trabalha para o arranque litl, "desenvolvendo um produto de consumo que envolve hardware, software e serviços online".
Antes ele era um litl da Red Hat Desktop administrador/engenheiro durante 9 anos. Antes de sua posição Red Hat ele era um dos principais desenvolvedores do Debian GNU/Linux, e também fundou freedesktop.org em 2000.
Mais recentemente, Havoc levou ao desenvolvimento da Mugshot projeto e promoveu a ideia de que o Gnome Online Desktop.
Pennington em 1998 graduou na Universidade de Chicago.